# Carl Jakob Sundevall
Carl Jakob Sundevall (1801, Högestad - 1875) fue un zoólogo sueco. Sundevall estudió en la Universidad de Lund, donde obtuvo un doctorado en 1823. Tras viajar al este de Asia, estudió Medicina y se graduó en 1830.
Fue empleado del Museo Sueco de Historia Natural, en Estocolmo, desde 1833 y fue profesor y cuidó de la sección de los vertebrados desde 1839 a 1871. Escribió el libro Svenska Foglarna (1856-87), en el que describió 238 especies de aves observadas en Suecia. Clasificó numerosos pájaros hallados en África por Johan August Wahlberg. En 1835, desarrolló una filogenia para las aves basada en los músculos de la cintura y las patas que contribuyó al trabajo posterior de Thomas Huxley. Luego, siguió examinando los profundos tendones proximales en las patas de las aves. Esta información sigue siendo utilizada por los taxónomos dedicados a la ornitología. Sudevall fue también un entomólogo y aracnólogo y en 1862 escribió una monografía donde proponía un alfabeto fonético universal, Om phonetiska bokstäver.

## Otras obras
- Lärobok i zoologien, 1835
- Handatlas till lärobok i zoologien, 1843
- Methodisk öfversigt af idislande djuren, Linnés Pecora (Methodische Übersicht wiederkäuender Tiere, Linnés Pecora), 1844–1845
- Conspectus avium picinarum, 1866
- Methodi naturalis avium disponendarum tentamen, 1872

## Abreviatura (zoología)
La abreviatura Sundevall  se emplea para indicar a Carl Jakob Sundevall como autoridad en la descripción y taxonomía en zoología.